# 연세직업전문학교
연세직업전문학교(연세職業專門學校, Yonsai Vocational Institute)는 경기도 수원시에 캠퍼스를 두고 있는 사립 직업전문학교다. 학교법인 연세대학교 등과 관계된 것은 아니며, 연세인재개발원에서 설립했다.

## 연혁
- [1994년 6월] 연세정보처리학원 설립
- [2001년 3월] 실업자 재취직(맞춤훈련) 승인교육기관(노동부)
- [2002년 2월] 국가 행정연수원 고급간부화 교육 실시기관(행정자치부)
- [2003년 4월] 직업능력 개발훈련 재직근로자 지정기관(CAD외 4개)
- [2004년 12월] 연세직업전문학교로 개편<노동부>
- [2005년 4월] 한국 생산성본부 ITQ 고사장으로 지정
- [2006년 5월] 경기도 E-경기인 컴퓨터 교육기관 지정
- [2007년 1월] 07년도 고용촉진훈련기관 지정 , 고용노동부 실업자직업훈련승인
- [2007년 11월] 고용노동부기관평가 A등급 선정
- [2007년 12월] 시설확장 신관개관
- [2008년 2월] 호원대학교 자매교 협정협약
- [2009년 1월] 09년 고용노동부실업자훈련 기관평가 2년연속 A등급수상(노동부)
- [2009년 1월] 직업능력개발포상 환경노동위원장 추미애위원 표창수상, 국회의원 원희룡의원 표창수상
- [2009년 1월] 일본ASTO 학교 자매교 협약
- [2009년 2월] 중소기업청 인력패키지사업승인, 경기도 청년뉴딜 사업승인
- [2009년 3월] 성남여성인력개발센터 직업훈련수료자 취업지원협약
- [2009년 3월] canada liberal college 자매교 협약
- [2009년 4월] 직업능력개발원 계좌제 사업승인
- [2009년 10월] 한국세무사회 전산세무회계자격시험 고사장으로 지정
- [2010년 1월] 실업자훈련 노동부 전국평가 3년연속 A등급, 정부위탁훈련 노동부 전국평가 A등급
- [2010년 3월] 중소기업중앙회 인력패키지 사업승인
- [2010년 4월] 경기도 청년뉴딜 플래시액션스크립트, 서버유지관리 사업승인
- [2010년 6월] 내일능력개발원 자매결연협약, 한국융합센서 비즈니스 엔젤클럽 산학협력 약정
- [2010년 11월] 고용노동부 훈련기관평가 4개과정 A등급 선정 <정부위탁훈련,실업자훈련,계좌제훈련,재직자훈련> "전국최초"
- [2010년 12월] 2010년도 우선선정직종 훈련교육 최우수 교육기관 선정 고용노동부
- [2011년 1월] 고용노동부 훈련기관평가 4년연속 A등급선정
- [2011년 1월] 국가기간전략산업직종 훈련교육부분 최우수교육기관선정 <고용노동부>
- [2011년 1월] 취업성공패키지(청년 장기구직자,취약계층,새터민,준고령자) 전 과정 사업선정 <고용노동부>
- [2011년 4월] 재외동포기술지원단 컴퓨터활용능력 사업승인 <법무부>
- [2011년 9월] 고용노동부 직업능력개발의달 유공자포상 "대통령표창"수상
- [2011년 10월] 고용노동부기관평가 5년 연속 A등급, 국가기간전략산업직종훈련 3년연속 A등급 선정
- [2012년 1월] 고용노동부 국가전략산업훈련기관평가 A등급선정
- [2012년 4월] 중소기업중앙회 청년인턴제 승인
- [2012년 7월] 노사발전재단 경기전직지원센터 취업지원 업무협약
- [2013년 1월] 2013년 취업성공패키지 지원사업 민간위탁약정(일반)
- [2013년 3월] 수원 일자리센터 업무협약
- [2013년 5월] 수원시 휴먼서비스센터 업무협약
- [2013년 7월] 경기경영자총협회 업무협약
- [2014년 5월] 2014년 우수훈련기관 선정(내일배움카드제, 국가기간전략산업직종)
- [2014년 9월] 2015년 우수훈련기관 선정(내일배움카드제, 국가기간전략산업직종)
- [2014년 11월] 2015년 한국직업능력개발원 전국우수훈련기관 협의체 위촉
- [2015년 4월] 직업능력개발훈련시설 변경 : 주식회사 연세직업전문학교, 신축사옥(1~8층) 시설이전
- [2015년 5월] 수원시장 표창
- [2015년 12월] 법인명 변경 : 주식회사 연세인재개발원, 직업훈련시설명 변경 : 연세직업전문학교
- [2016년 2월] 수원대학교 취업지원 MOU 업무협약
- [2016년 6월] 경기지방노동위원회 사용자위원 위촉, 제15보병사단 전역장병 사회적응지원 MOU 업무협약
- [2016년 9월] 고용노동부 훈련기관 평가, 3년인증 획득
- [2016년 11월] 고용노동부 우수훈련기관 선정
- [2017년 1월] 국가공인 KPC 한국생산성본부 (ITQ, GTQ, ERP, MAT. IEQ) 자격시험장 지정
- [2017년 1월] 국가공인 YBM (SJPT, TSC) 자격시험장 지정
- [2017년 1월] 국가공인 한국세무사회 (전산세무회계) 자격시험장 지정
- [2017년 1월] 국가공인 한국공인회계사회 (AT) 자격시험장 지정
- [2017년 1월] 국가공인 ICQA 한국정보통신자격협회 (PC정비사, 네트워크관리사) 자격시험장 지정
- [2017년 1월] 국가공인 KAIT 한국정보통신진흥협회 (리눅스마스터) 자격시험장 지정
- [2018년 1월] 한국산업인력공단 국가기술 자격시험장 지정
- [2018년 1월] 한국산업인력공단 정보기기운용기능사(실기) 자격시험장 지정
- [2018년 1월] HSK한국사무국 (IBT) 자격시험장 지정
- [2018년 11월] 미래유망분야 고졸인력양성사업, 삼일공업고등학교 협약」
- [2019년 8월] 교육협력협약 - 「 강남대학교 평생교육원
- [2019년 9월] 2019 직업능력 유공자 포상 - 산업포장 수상
- [2019년 10월] 2019 업무협약 - 「 한국정보통신자격협회 」
- [2019년 11월] 고용노동부 우수훈련기관 선정

## 교육편제
2020년 기준, 연세직업전문학교의 교육과정은 다음과 같다.
| 실업자과정         | 경영회계세무계열 | 전산회계1급, 전산세무2급 자격취득 FAT1급, TAT2급(전산회계1급, 전산세무2급)자격취득                      |
|                    | 일반사무계열     | 컴퓨터활용능력2급 실기, ITQ OA Master 자격취득                                                          |
| 재직자과정         | 정보통신계열     | 리눅스서버구축과 리눅스마스터2급 자격증 취득                                                            |
|                    | 일반사무계열     | ITQ(엑셀, 파워포인트) 자격증 취득 ITQ(한글, 인터넷) 자격증 취득 컴퓨터활용능력2급 실기 자격증 취득      |
|                    | 경영회계세무계열 | ERP자재생산경영정보시스템 전산세무1급 자격증취득 전산세무2급 자격증취득                                 |
|                    | 디자인계열       | 디지털디자인 실무 디자인 활용(일러스트레이터)                                                           |
| 국기직종           | 경영회계세무계열 | ERP자재생산경영정보시스템 FAT1급, TAT2급(전산회계1급, 전산세무2급)자격취득                              |
|                    | 정보통신계열     | ICT기반 정보보안(모의해킹)전문가 양성 자바 & 파이썬기반 빅데이터 UI전문가 양성                          |
|                    | 디자인계열       | 웹디자인과 웹퍼블리셔 전문가 양성(디지털디자인) 스마트기기 반응형 UI/UX디자인 전문가 양성(디지털디자인) |
| 일반고특화         | 정보통신계열     | ICT정보보안(모의해킹)전문가양성 네트워크 보안 관리자양성                                                |
|                    | 디자인계열       | 스마트기기UI/UX디자인 2D/3D게임그래픽 디자이너양성                                                      |
|                    | 헤어미용계열     | 헤어미용 실무자 양성 헤어미용 및 네일아트 실무자 양성                                                   |
| 일반과정, 방학특강 | 일반사무계열     | 오피스 마스터를 위한 MOS MASTER 2016 OA MASTER-(인터넷, 한글, 엑셀, 파워포인트) 컴퓨터활용능력 2급 실기 |
|                    | 디자인계열       | 포토샵 GTQ 자격증 속성 3Ds MAX 입문                                                                     |
|                    | 헤어미용계열     | 미용사(일반) 자격증 시험대비 속성과정                                                                   |
|                    | 정보보안계열     | 정보보안(산업)기사 자격증 취득(실기)                                                                    |

## 위상

### 수상내역
2020년 기준, 연세직업전문학교의 수상내역 다음과 같다.
- 2007년 - 우수훈련기관 선정
- 2008년 - 직업능력개발유공자포상 "국무총리 표창"
- 2008년 - 우수훈련기관 선정
- 2010년 - 우수훈련기관 선정
- 2011년 - 직업능력개발유공자포상 "대통령 표창"
- 2014년 - 전국 최우수 훈련기관 선정
- 2015년 - 수원시장 표창
- 2015년 - 고용노동부장관 표창(우수훈련교사)
- 2015년 - 바르게살기운동 표창
- 2016년 - 수원남부경찰서 보안협력위원 감사장
- 2016년 - 고용노동부 우수훈련기관 선정
- 2018년 - 경기도지사 표창
- 2019년 - 직업능력개발유공자포상 "산업포장"